# Little Bighorn Battlefield National Monument
Le Little Bighorn Battlefield National Monument est un monument national américain créé le 29 janvier 1879 pour préserver le champ de bataille de la bataille de Little Bighorn qui eut lieu les 25 et 26 juin 1876. Il inclut le Custer National Cemetery.
L'accès au site est payant.

## Galerie photos

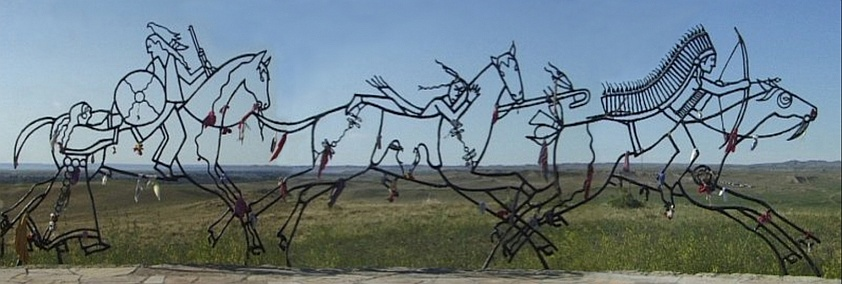
Indian Memorial
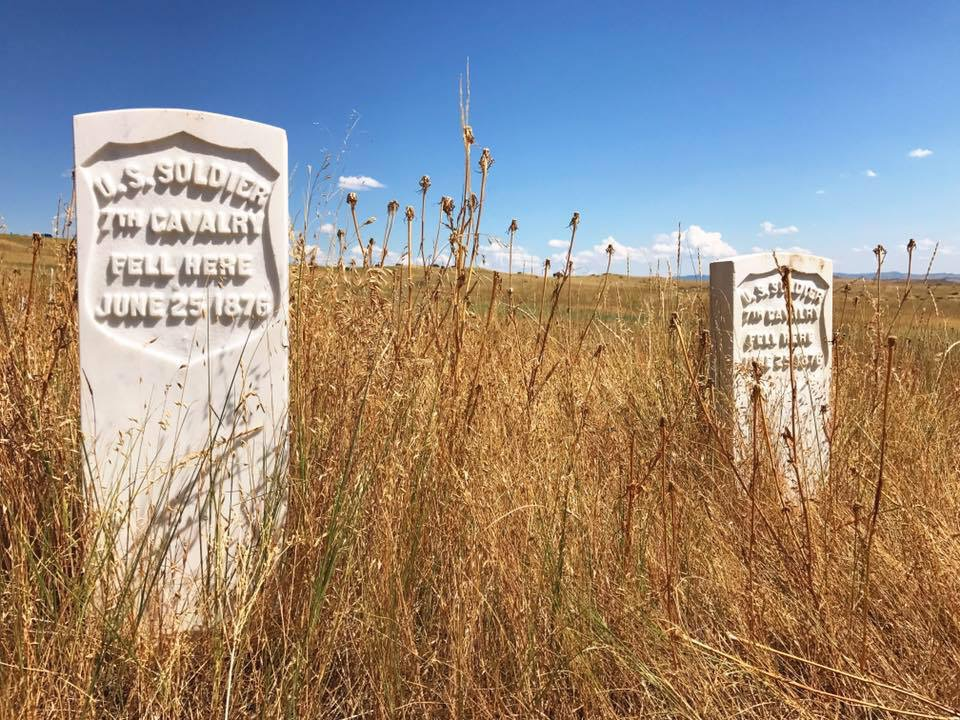
US Casualty Marker Battle of the Little Bighorn
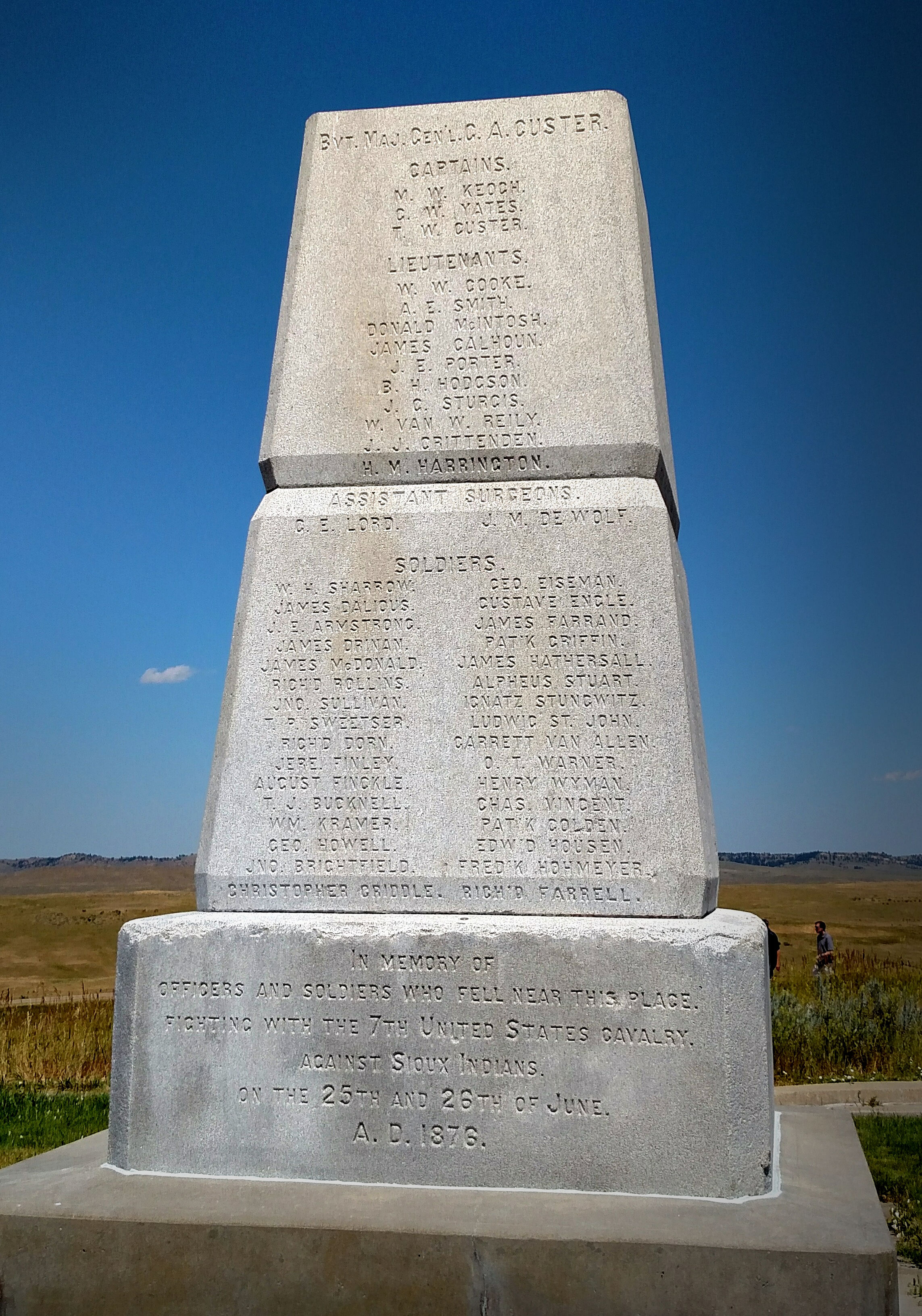
Mémorial vu de l'est.
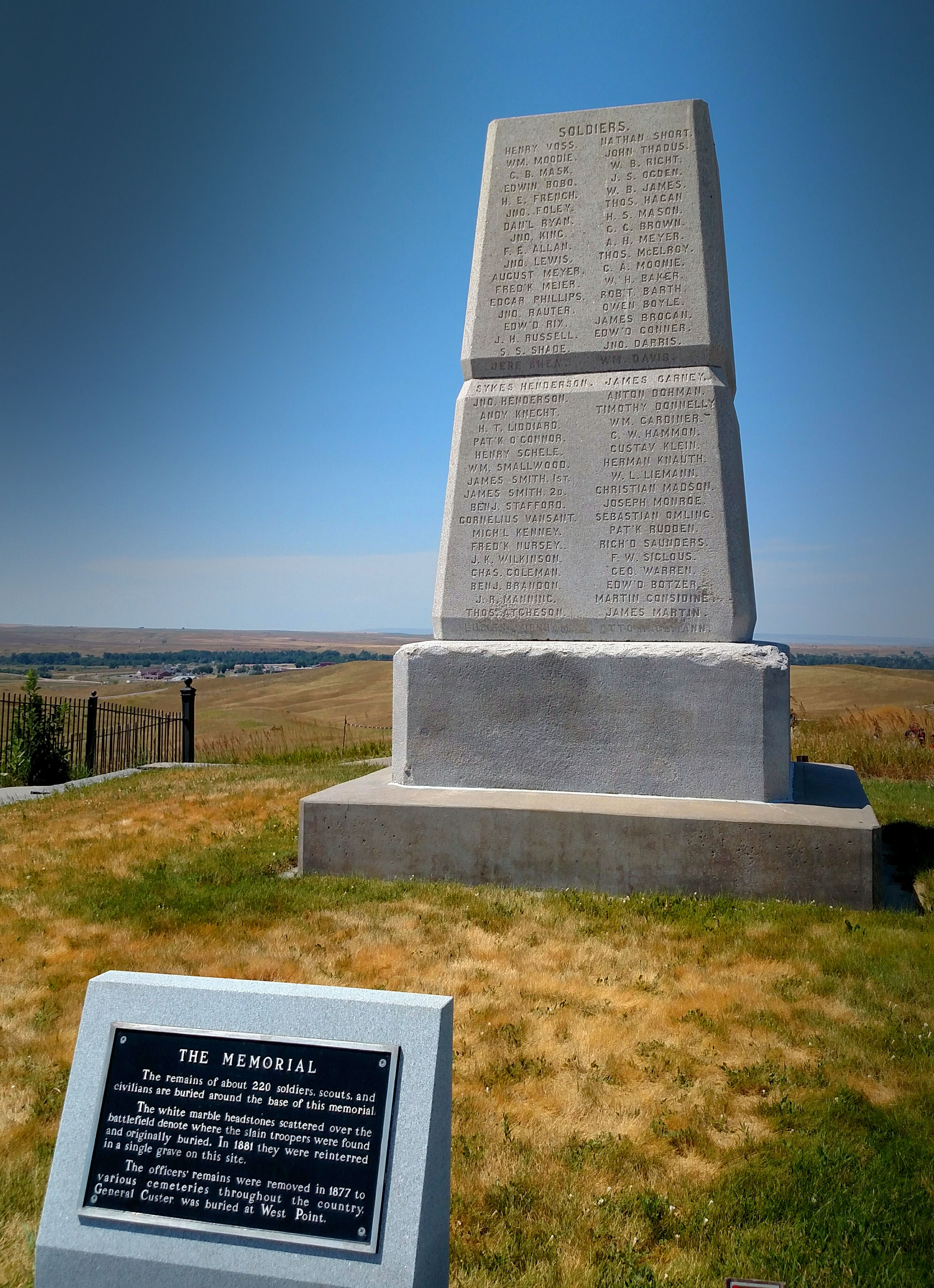
Mémorial vu de l'ouest.
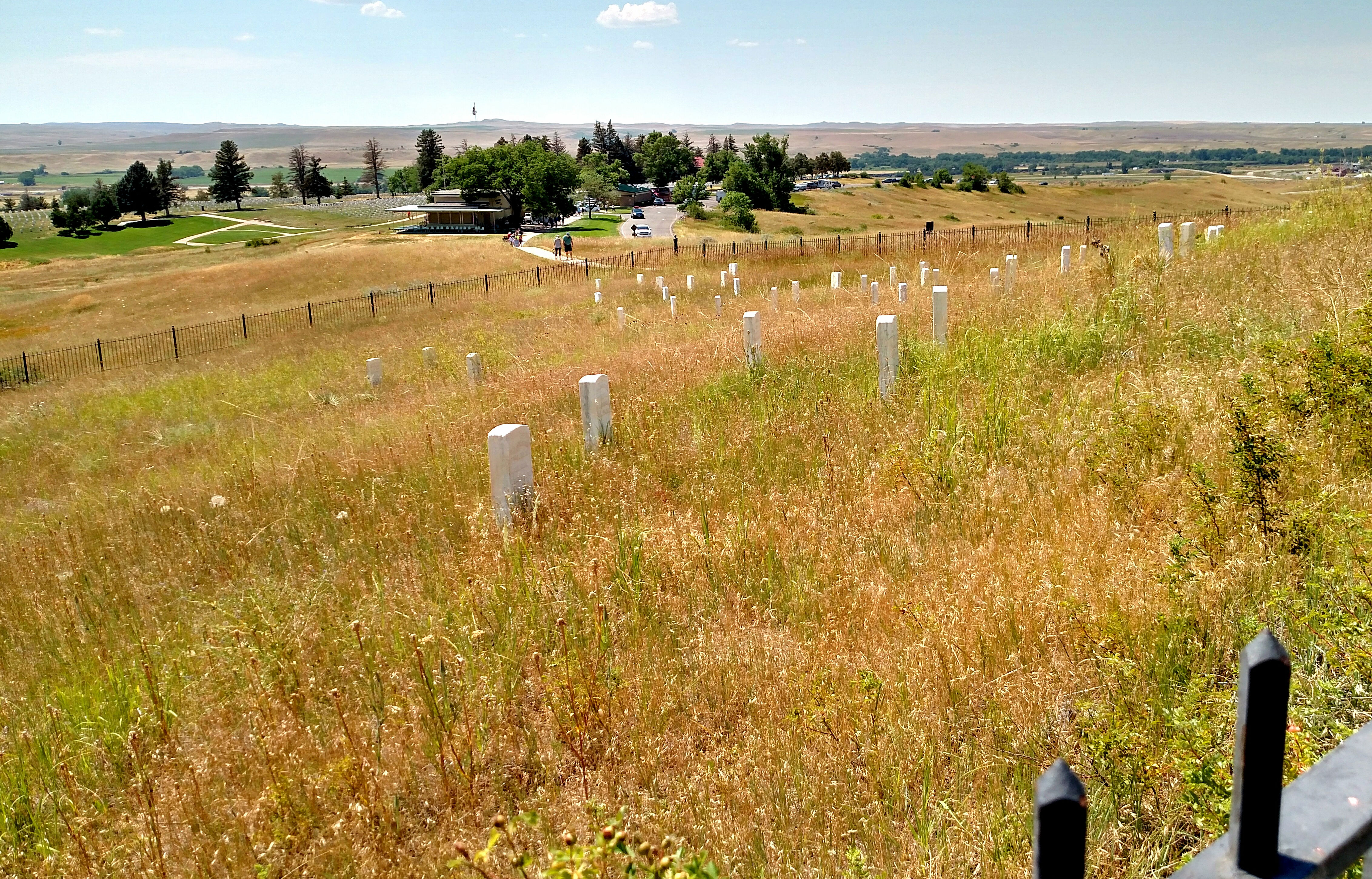
Custer National Cemetery vu depuis la colline où est mort Custer.
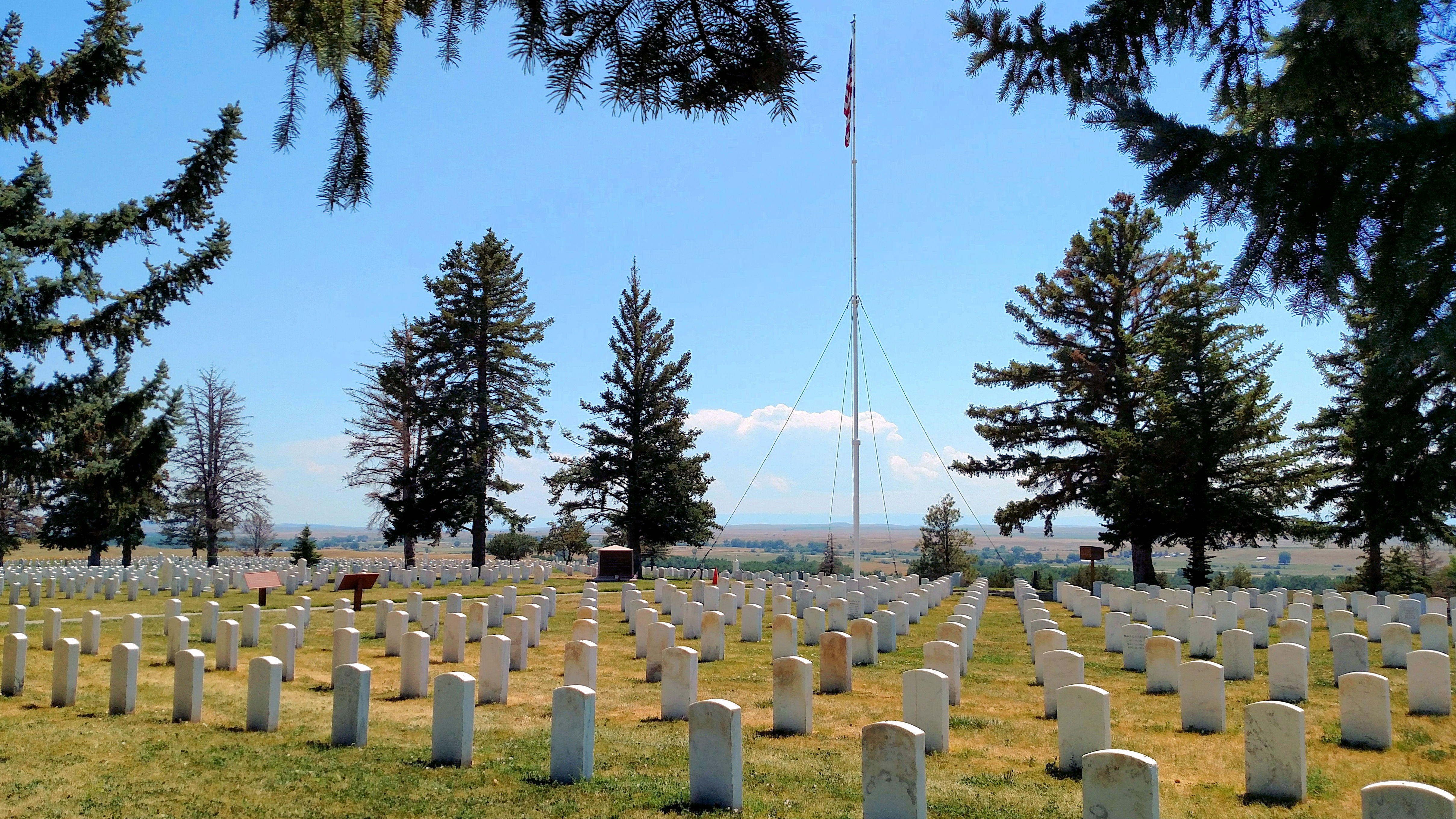
Custer National Cemetery, vers le sud.
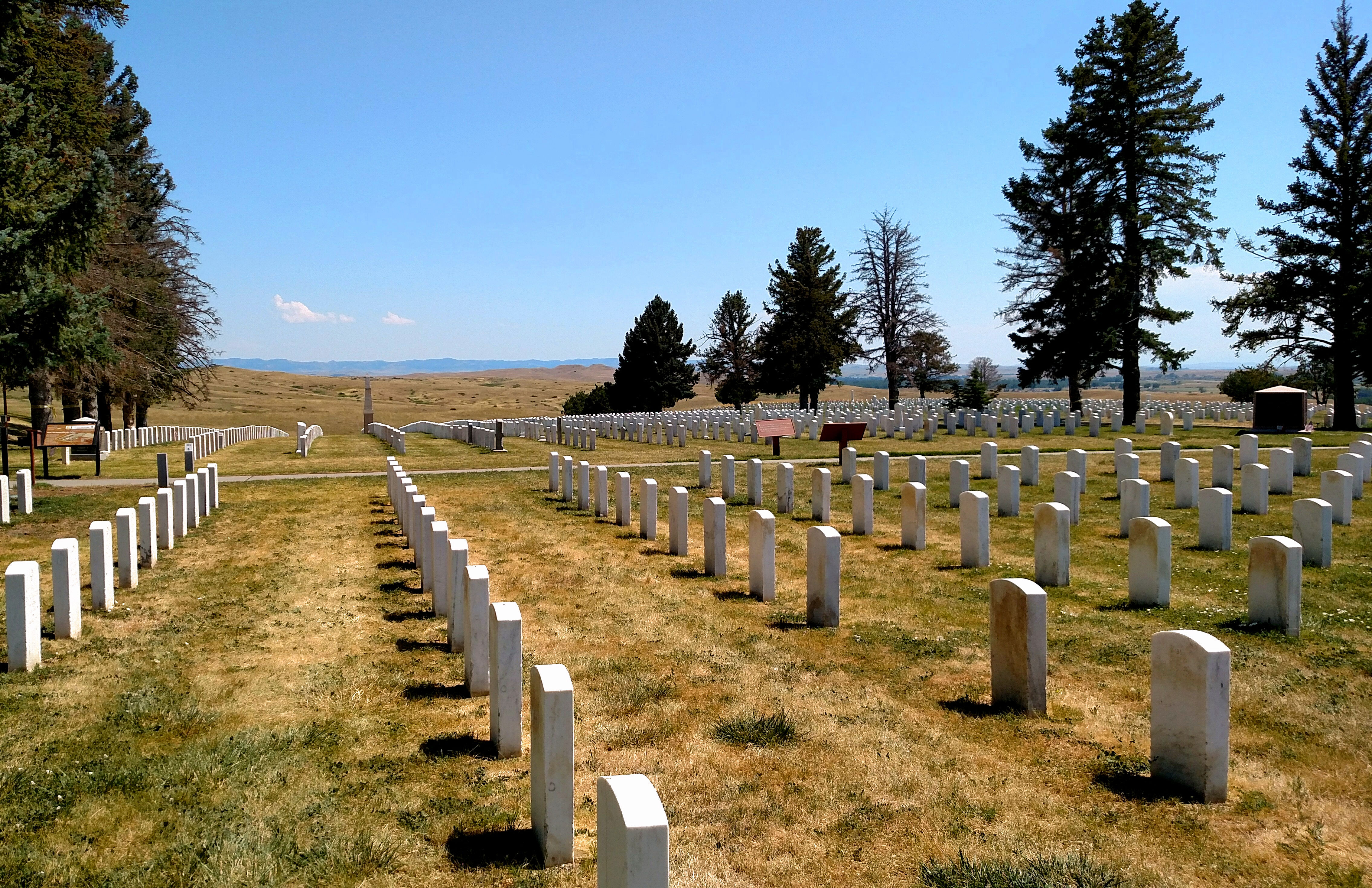
Custer National Cemetery, vers l'est.